# Tarquin Fin-tim-lin-bin-whin-bim-lim-bus-stop-F’tang-F’tang-Olé-Biscuitbarrel
Tarquin Fin-tim-lin-bin-whin-bim-lim-bus-stop-F’tang-F’tang-Olé-Biscuitbarrel (* 1959 als John Desmond Lewis) ist ein britischer Politiker, der 1981 bei der Nachwahl im Wahlkreis Crosby in der englischen Grafschaft Merseyside antrat. Der ungewöhnliche Name des Kandidaten basiert auf einem Sketch der britischen Komikergruppe Monty Python.

## Leben
Nachdem der konservative Parlamentsabgeordnete Sir Graham Page am 1. Oktober 1981 gestorben war, wurde eine Nachwahl in seinem Wahlkreis notwendig. Einer der Kandidaten um den vakanten Parlamentssitz war John Desmond Lewis, ein Student am St John’s College in Cambridge, der die Cambridge University Raving Loony Society (CURLS) gegründet hatte. Lewis hatte vor dem High Court of Justice offiziell eine Namensänderung beantragt und trat seitdem unter dem Namen Tarquin Fin-tim-lin-bin-whin-bim-lim-bus-stop-F'tang-F'tang-Olé-Biscuitbarrel auf. Dieser Fantasiename entstammt einer Episode der BBC-Fernsehreihe Monty Python’s Flying Circus. In der 19. Episode der Comedy-Show tritt dieser Charakter in dem Sketch Election Night Special als Kandidat der (fiktiven) Silly Party bei den Parlamentswahlen in Luton an und gewinnt überraschend gegen den Kandidaten der Sensible Party.
Lewis wurde unter seinem neuen Namen zur Wahl zugelassen und trat am 26. November 1981 als einer von insgesamt neun Kandidaten zur Nachwahl an. Siegerin der Wahl wurde die Sozialdemokratin Shirley Williams. Fin-tim-lin-bin-whin-bim-lim-bus-stop-F’tang-F’tang-Olé-Biscuitbarrel, dessen Name vom örtlichen Wahlleiter bei der Bekanntgabe des Wahlergebnisse zu „Mr Tarquin Biscuit-Barrel“ abgekürzt wurde, erreichte mit 223 Stimmen (0,4 % der abgegebenen Stimmen) den fünften Platz.
Fin-tim-lin-bin-whin-bim-lim-bus-stop-F’tang-F’tang-Olé-Biscuitbarrels Cambridge University Raving Loony Society ging 1983 in der von Screaming Lord Sutch gegründeten Spaßpartei Official Monster Raving Loony Party (OMRLP) auf, für die er in Cambridge bei den Unterhauswahlen 1983 antrat und mit 286 Stimmen den letzten Platz erreichte. Zuvor fungierte er als Wahlkampfmanager für Sutch bei dessen erster Kandidatur in Bermondsey/London. Nach 1983 trat Tarquin Fin-tim-lin-bin-whin-bim-lim-bus-stop-F’tang-F’tang-Olé-Biscuitbarrel nicht mehr in Erscheinung, er zählt aber auch mehr als 25 Jahre nach der Wahl in Crosby zu den bekanntesten Mitgliedern der OMRLP.